# カカラー・イビィ
カカラー・イビィ（Qakare Ibi）は、エジプト第8王朝のファラオである。カカラーという名前は、「強きものはラーの魂」という意味である。
彼の実在は、サッカラ南部でエジプト古王国後期の伝統に連なる小さなピラミッドが発見されたことで裏付けられた。また彼の名前は、『アビュドス王名表』の53行目と『トリノ王名表』に記載されている。『トリノ王名表』では、彼の治世は「2年1ヶ月と1日」という短い期間であったと記されている。

## ピラミッド
カカラー・イビィは、サッカラ南部にある小さなピラミッドに葬られている。これは、サッカラで建設された最後のピラミッドであり、シェプスセスカフのマスタバの北東、ペピ2世のピラミッドの土手道の近くにある。